# Флойд Еїте
Флойд Ама Ніно Еїте (фр. Floyd Ama Nino Ayité; нар. 15 лютого 1988, Бордо, Франція) — тоголезький футболіст, півзахисник національної збірної Того та англійського клубу «Фулгем».

## Клубна кар'єра
У дорослому футболі дебютував 2008 року виступами за команду клубу «Бордо», в якій провів три сезони. 
Згодом з 2008 по 2010 рік грав у складі команд клубів «Анже» та «Нансі».
Протягом 2011—2014 років захищав кольори клубів «Бордо» та «Реймс».
2014 року уклав контракт з клубом «Бастія», у складі якого провів наступні два роки своєї кар'єри гравця.  Більшість часу, проведеного у складі «Бастії», був основним гравцем команди.
До складу клубу «Фулгем» приєднався 2016 року.

## Виступи за збірну
2007 року дебютував в офіційних матчах у складі національної збірної Того.
У складі збірної був учасником Кубка африканських націй 2010 року в Анголі, Кубка африканських націй 2013 року у ПАР, Кубка африканських націй 2017 року у Габоні.